# Peter Van den Eede
Peter Van den Eede (Merchtem, 29 januari 1963) is een Vlaams acteur en theatermaker.

## Biografie
Van den Eede studeerde af aan het Koninklijk Conservatorium Antwerpen. In 1989 richtte hij samen met Bas Teeken theatergroep Compagnie De Koe op, waarmee hij zijn debuut De Gebiologeerden maakt. Hij schreef, regisseerde en acteerde in onder andere De Gebiologeerden en In de gloria. Hij trad op in In den beginne... Squirrels en het zelf bewerkte De man die zijn haar kort liet knippen. Van 2006 tot 2009 speelde Onomatopee, van en met Van den Eede. Sinds 2008 regisseert hij ook theaterproducties. In 2009 trok hij samen met Bas Teeken door Vlaanderen voor de heropvoering van De Gebiologeerden, 20 jaar na de allereerste voorstelling.
Voor Het Toneelhuis regisseerde hij Lieve Arthur, met Frank Van Passel de theatersoap Poes, poes, poes. In 2005 was hij de curator en centrale gast voor theater op Theater Aan Zee te Oostende.
Hij had onder andere een rol in de bioscoopfilms Man van staal en Linkeroever, in de tv-reeksen Terug naar Oosterdonk, De Smaak van De Keyser en Van vlees en bloed. Verder was hij op tv te zien in Blinde Vinken en achtereenvolgens in Spike, Kijk Eens Op De Doos, De Vloek van Vlimovost en Spam op Canvas.  Hij speelt ook een gastrol in Dirty Mind, de tweede film van Pieter Van Hees. In 2000 had hij een gastrol in de serie Recht op Recht als Joost Cosyns.
Van den Eede was ook te zien in Kiekens, de sitcom van Stany Crets en Peter Van den Begin. Anno 2011 was hij ook nog te zien in Red Sonja, een reeks voor Canvas als Robert. Hij heeft ook een hoofdrol in De zonen van Van As, een reeks op VTM die in het voorjaar van 2012 uitgezonden werd. Hij speelde ook een hoofdrol in de kortfilm Dood van een schaduw uit 2012, die voor de oscars werd genomineerd. In 2013 speelde hij een van de broers Fleminckx in de langspeelfilm Los Flamencos. In 2014 was hij te zien in het programma Achter de feiten. In 2021 speelde hij een Brusselse grafdelver in Grond (televisieserie). In 2022 speelde hij een vaste rol in de tv-serie Glad IJs.
In Iedereen beroemd speelt hij in de rubriek "Ontspoord" een zakenman die met de trein reist. Elke keer komt er iemand bij hem zitten waarmee hij een hevige discussie voert. Op het moment dat het gesprek compleet dreigt te ontsporen (omdat hij zich erg boos maakt) komt de trein echter aan in zijn bestemming of die van de medereiziger, of het eindstation van die trein. 
- Gemeinsame Normdatei: 1062221079
- MusicBrainz: 1ccb7427-aab9-4bdb-a34e-f0d575d502e4
- Virtual International Authority File: 311698889